# Un patriota per me
Un patriota per me è un dramma in tre atti composto dal drammaturgo britannico John James Osborne e ispirato alla vita di Alfred Redl.

## Trama
Il dramma prende spunto da un fatto di cronaca che, alla vigilia della prima guerra mondiale, creò grande scalpore sull'opinione pubblica.
L'azione si svolge in varie città dell'Impero austro-ungarico e soprattutto a Vienna, negli anni tra il 1890 e il 1913.
Alfred Redl, giovane ufficiale dell'esercito austriaco, è indirizzato ad una brillante carriera militare, affettuosamente seguito ed incoraggiato dal suo comandante colonnello Ludwig Von Mohl. Promosso capitano, durante un ballo di Corte alla Hofburg, residenza dell'Imperatore, Redl conosce la contessa Sophia Delyanof, affiancatagli con lo scopo di controllarlo.
Tra i due nasce una relazione che presto s'interrompe bruscamente con la scoperta da parte di Redl delle sue tendenze omosessuali. 
In una sera dell'inverno 1902, Redl partecipa ad una festa orgiastica di omosessuali e travestiti organizzata dall'anziano barone Von Epp e dal suo giovane compagno Ferdy. (È proprio a causa di questa scena che la censura britannica nel 1965 impedì la rappresentazione del dramma nei teatri pubblici inglesi. Il teatro Royal Court di Londra, infatti, in occasione della prima messinscena dell'opera fu trasformato in circolo privato).
Promosso colonnello e assegnato al controspionaggio, Redl viene ricattato per le sue inclinazioni sessuali da un ufficiale dell'esercito imperiale al servizio dello spionaggio russo ed è costretto a cedere al ricatto in cambio di denaro e del silenzio sulla sua omosessualità. 
La carriera continua brillantemente finché Redl non viene scoperto proprio dal generale Von Mohl il quale, disgustato dalle verità sul suo protetto, lo spinge a suicidarsi.

## Adattamenti
Dal dramma fu tratto il film Il colonnello Redl di István Szabó (1985).